# Павлов, Павел Михайлович
Павел Михайлович Павлов (23 октября 1890 — 1 сентября 1952) — советский государственный деятель.

## Биография
Родился 23 октября 1890 года в 1 Легойском наслеге Борогонского улуса Якутской области в семье крестьянина-бедняка Михаила Петровича Павлова и Анны Ивановны Черноградской, мать была уроженкой Сасылыканского наслега, внучкой бывшего князца Игнатия Черноградского.
В 1928 году первым в своём наслеге организовал колхоз «Баhымньы», став его председателем. В 1936 году за выход колхоза на передовые позиции по Якутской АССР ему было присвоено звание «Лучший стахановец-мастер социалистического сельского хозяйства». В том же году стал делегатом Всесоюзного совещания работников животноводства в г. Москва.
В числе первых четырёх человек из народа саха (Олесова И. Д.,Гермогенов М. Н., Захаров И. Г.) награждён орденом «Знак Почета», вручил лично «Всесоюзный староста» М. И. Калинин.
С июля 1938 по апрель 1941 года работал заместителем Председателя Президиума Верховного Совета Якутской АССР.
В годы войны был инструктором и уполномоченным райкома партии в Усть-Алданском и Намском районах.
Умер 1 сентября 1952 года в селе Борогонцы Усть-Алданского района Якутской АССР.

## Личная жизнь
Первая жена Лонгинова Мария Николаевна.
Приемный сын Ананий.
Вторая жена Бушуева Марфа Ивановна.
Сын Павел.